# Чедо Якимовски
Чедо Якимовски (на македонска литературна норма: Чедо Јакимовски) е поет и преводач от Република Македония.

## Биография
Роден е на 22 февруари 1940 г. в Кратово, тогава в Югославия. Средно образование завършва в родния си град, а след това завършва Философския факултет на Скопския университет през 1966 г. Член е на Дружеството на писателите на Македония от 1966 г. и работи като негов секретар. След дипломирането си Якимовски работи първо като сътрудник на вестник „Млад борец“, а от 1967 г. е негов главен и отговорен редактор. Няколко години работи като учител в Кратовско. Умира в Скопие на 12 януари 1993 г.

## Награди
Носител е на наградите „13 ноември“ и „Млад борец“.